# Mariene ecoregio Humboldtstroom
De Mariene ecoregio Humboldtstroom (176) (Engels: Humboldtian marine ecoregion) is een biogeografische regio en ligt in het zuidoosten van de Grote Oceaan in de Mariene provincie Warme Gematigde Zuidoostelijke Stille Oceaan (45) in het Marien rijk Gematigd Zuid-Amerika. De mariene ecoregio is vastgesteld door het World Wide Fund for Nature en The Nature Conservancy en is vernoemd naar de Humboldtstroom.
In het noorden grenst het gebied aan de mariene ecoregio Centraal Peru (175) en in het zuiden aan de mariene ecoregio Centraal Chili (177).

## Geografie
De mariene ecoregio ligt in het zuidoosten van de Grote Oceaan voor de zuidwestkust van Peru en de noordwestelijke kust van Chili. Het gebied strekt zich uit van de stad Lima tot aan de Chileense gemeente Taltal en omvat onder andere de Golf van Arica.
Door het gebied stroomt de Humboldtstroom.

## Biogeografie
Het gebied kent zeeleven dat houdt van gematigde temperaturen.